# Chr. Hansen Holding
Chr. Hansen Holding A/S var navnet på en verdensomspændende virksomhed, som fremstillede fødevareingredienser. Fra 29. januar 2024 er firmaet gået sammen med Novozymes i Novonesis.

## Historie
Virksomheden blev grundlagt som Chr. Hansens teknisk-kemiske Laboratorium A/S af Christian D.A. Hansen (25. februar 1843 – 20. juni 1916). Chr. Hansen var apoteker, fabrikant og godsejer. Virksomhedens første succeser var inden for mejeriområdet, hvor Chr. Hansen stadig har den vigtigste del af sin forretning. Nyere forretningsområder inkluderer probiotika og ingredienser til kødindustrien.

### SaltLite
I 2013 lancerede Chr. Hansen konceptet SaltLite, der er en forskningsbaseret løsning til at mindske saltindholdet i særligt cheddar. Konceptet baserer sig på resultatet af et forskningsprojekt, der siden 2009 er udviklet i samarbejde med Københavns Universitet. Efterfølgende er projektet udvidet i Chr. Hansen-regi og fortsætter i øjeblikket under navnet "Ost med et gran salt", der er et samarbejde mellem Institut for Fødevarer, Aarhus Universitet, Københavns Universitet, Institut for Fødevarevidenskab, Thise Mejeri, Arla Foods, Chr. Hansen og Norwich Research Park.[kilde mangler]

### Bæredygtighed
I 2019 blev Chr. Hansen placeret som verdens mest bæredygtige virksomhed af det canadiske magasin og analysevirksomhed, Corporate Knights. Kåringen blev foretaget på baggrund af en analyse af 7.500 virksomheder, og blev annonceret på World Economic Forum-topmødet i Davos, Schweiz. På Corporate Knights 2020 rangering, blev Chr. Hansen placeret som verdens næstmest bæredygtige virksomhed.

### Novozymes opkøb
Den 12. december 2022 blev det offentliggjort, at selskabet bliver overtaget af Novozymes gennem en fusion, hvor Novozymes driver den samlede virksomhed videre. Novo Holdings er hovedaktionær i begge selskaber, og har forinden accepteret fusionen.
Efter aktionærernes og myndighedernes godkendelser kunne det fusionerede selskab dannes 29. januar 2024 under det fælles navn Novonesis.

## Ejerskabsforhold
Chr. Hansen er organiseret i holdingselskabet Chr. Hansen Holding A/S som har et tital ansatte. Dette holdingselskab ejer 100% af aktieselskabet Chr. Hansen A/S hvor den egentlige ingrediens-virksomhed foregår. Holdingselskabet er organiseret som et dansk aktieselskab hvor hovedaktionærerne er Novo Holdings, den amerikanske virksomhed Capital Group Companies og den nederlandske APG Asset Management. Chr. Hansen Holding A/S handles på børsen Nasdaq OMX Nordic.